# Jacinta Marto
Jacinta de Jesús Marto (Aljustrel, 11 de marzo de 1910-Lisboa, 20 de febrero de 1920) fue una pastorcilla portuguesa. Junto con su hermano Francisco y su prima Lucía dos Santos fueron los tres niños, según la tradición católica, a los que se les apareció la Santísima Virgen María en el lugar de Cova da Iria, en Fátima, Portugal, entre el 13 de mayo y el 13 de octubre de 1917.
Fue beatificada por el papa Juan Pablo II y canonizada el 13 de mayo de 2017 por el papa Francisco. Es la persona más joven en ser declarada santa por la Iglesia católica (sin contar mártires).

## Biografía

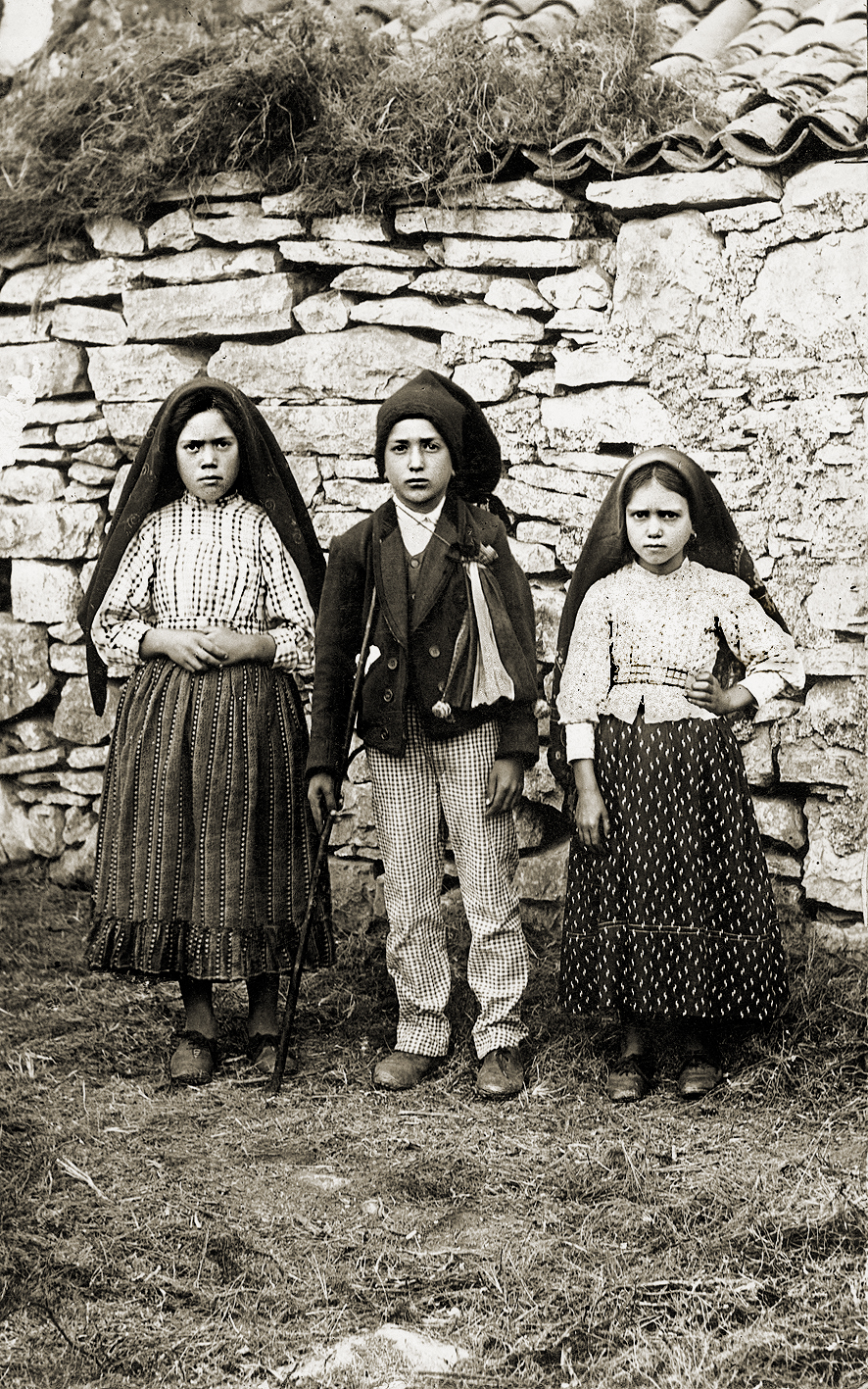
Los tres pastorcitos de Fátima: Lucía dos Santos, Francisco Marto y Jacinta Marto.

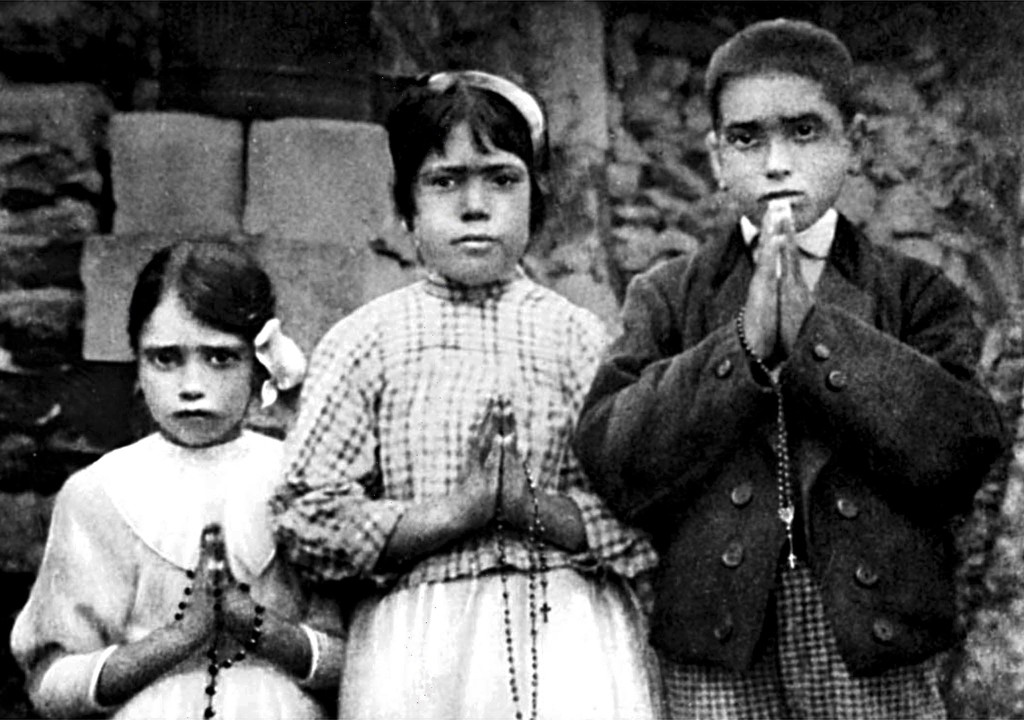
De izquierda a derecha: Jacinta Marto, Lucía dos Santos y Francisco Marto.

Hijos de Manuel Pedro Marto y Olímpia de Jesús dos Santos, Jacinta y Francisco eran niños pastorcitos típicos del Portugal rural de la época. Jacinta fue bautizada el 19 de enero de 1911. Nunca fueron a la escuela, y trabajaban como pastores en conjunto con su prima Lucía. De acuerdo con las memorias de Lucía, Francisco era un muchacho muy tranquilo, le gustaba la música, y era muy independiente en las opiniones. Jacinta era más afectiva y muy mimada, pero emocionalmente más frágil.
En la secuencia de las apariciones, el comportamiento de los dos hermanos se alteró. Francisco prefería rezar solo, como decía «para consolar a Jesús por los pecados del mundo». Jacinta se quedó aterrada por una visión del infierno supuestamente ocurrida en la tercera aparición. Se quedó obcecada por la idea de salvar tantos pecadores como fuera posible a través de la penitencia y el sacrificio, como pedía la Virgen María.
Los tres niños, particularmente Jacinta y Francisco, practicaron mortificaciones y penitencias. Es posible que prolongados ayunos les hicieran adelgazar hasta el punto de que los hermanos Jacinta y Francisco sucumbieran a la epidemia de la gripe que barrió Europa en 1918. Francisco murió de neumonía en casa en 1919. Jacinta, que sufría de pleuresía y no podía ser anestesiada debido al mal estado de su corazón, fue asistida en varios hospitales.
Víctima de la gran epidemia de gripe, enfermó de neumonía en 1918 y estuvo internada en el hospital de Vila Nova de Ourém. Posteriormente fue trasladada al hospital Doña Estefanía de Lisboa, donde falleció el 20 de febrero de 1920. Fue inhumada en el cementerio de Vila Nova de Ourém, aunque el 12 de septiembre de 1935 fue trasladada al cementerio de Fátima y el 1 de mayo de 1951 a la Basílica del santuario de Fátima.

## Beatificación y canonización

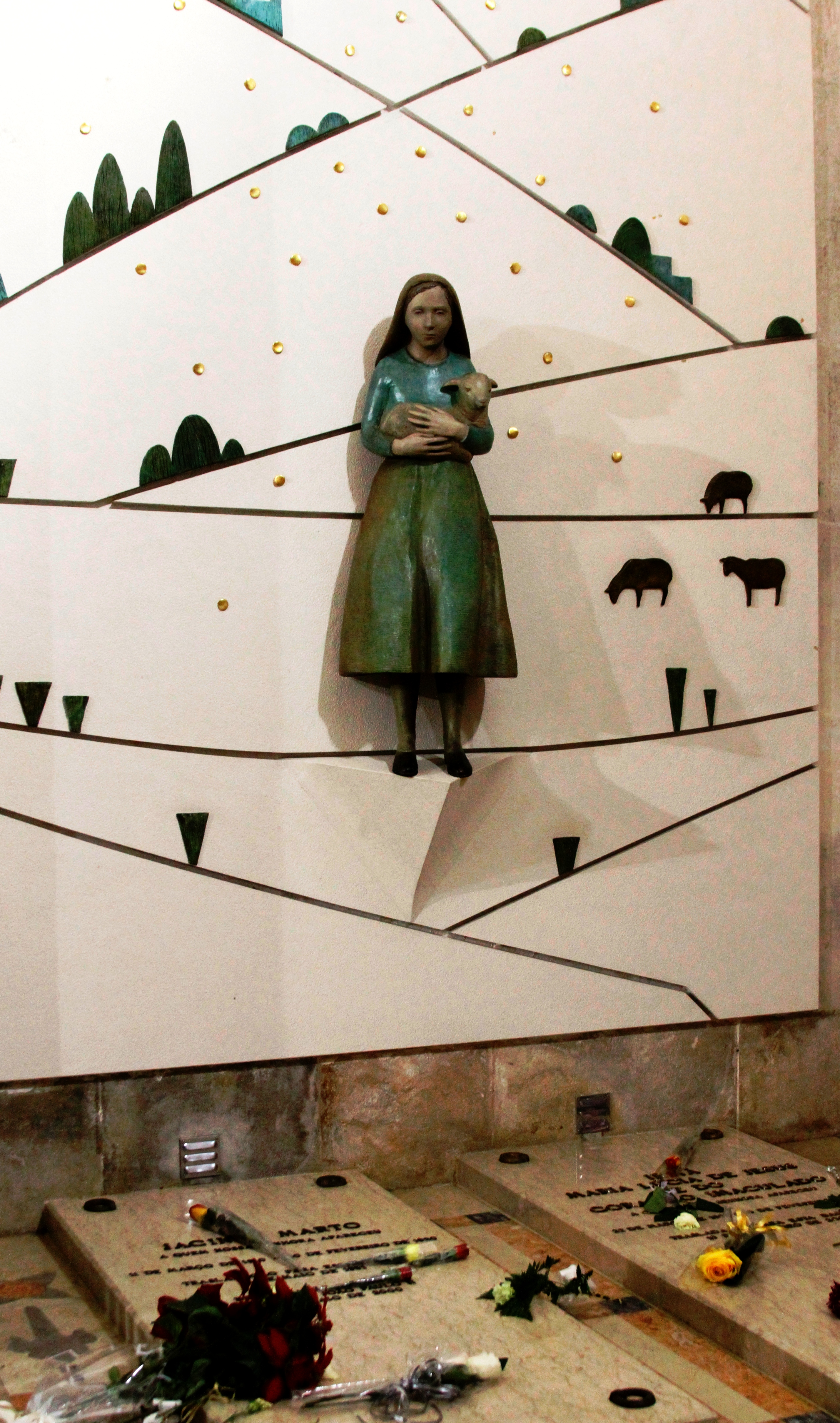
Tumbas de Jacinta Marto (izquierda) y de su prima, Lucía dos Santos (derecha), en la basílica del Santuario de Fátima.

El proceso de beatificación de los dos hermanos, Jacinta y Francisco, fue formalmente iniciado el 30 de abril de 1952, y culminado el 13 de mayo de 1989, cuando el papa Juan Pablo II aprobó las virtudes heroicas de los niños reconociéndoles como venerables.
Jacinta y su hermano Francisco fueron beatificados por el papa Juan Pablo II el 13 de mayo de 2000, durante su visita al Santuario de Fátima y en presencia de la otra vidente, Lucía dos Santos. Su conmemoración se celebra el 20 de febrero.
El proceso de canonización fue oficialmente abierto el 14 de febrero de 2004, siendo canonizada por el papa Francisco el 13 de mayo de 2017.
El cuerpo de Jacinta se venera en la Basílica de Nuestra Señora del Rosario de Fátima, uno de los edificios que conforman el complejo del Santuario de Fátima.

## Cultura actual
El Mensaje de Nuestra Señora de Fátima también ha sido llevado al cine y la televisión para darlo a conocer a todo el mundo; ya sea representando las apariciones de la Virgen a los niños: Lucía, Francisco y Jacinta, o a través de documentales que presentan investigaciones que constatan y relatan los hechos acaecidos en Cova da Iria (Cueva de Iría), lugar que hoy se ha convertido en el Santuario de Nuestra Señora del Rosario de Fátima, localizado en Fátima, perteneciente al municipio de Ourém, en Portugal.

### Cine
- 1943 - Fátima, terra de fé (Portugal)
- 1946 - Coroação de Nossa Senhora de Fátima (Portugal)
- 1951 - La Señora de Fátima (España)
- 1952 - The Miracle of our Lady of Fatima (EE. UU.)[11][12]
- 1991 - Aparição. Apparition a Fatima (Portugal, Francia)[13]
- 2009 - The 13th Day (Reino Unido)[14]

### Televisión
- 1984 - Fatima (EE. UU.)
- 1997 - Fátima (Portugal)
- 2009 - Efecto Nostradamus (EE. UU.) {Episodio: "Fatima's Lost Prophecy" /"La Profecía Perdida de Fátima" (03.Nov.2009)}[15]